# Hidrografia de Mato Grosso

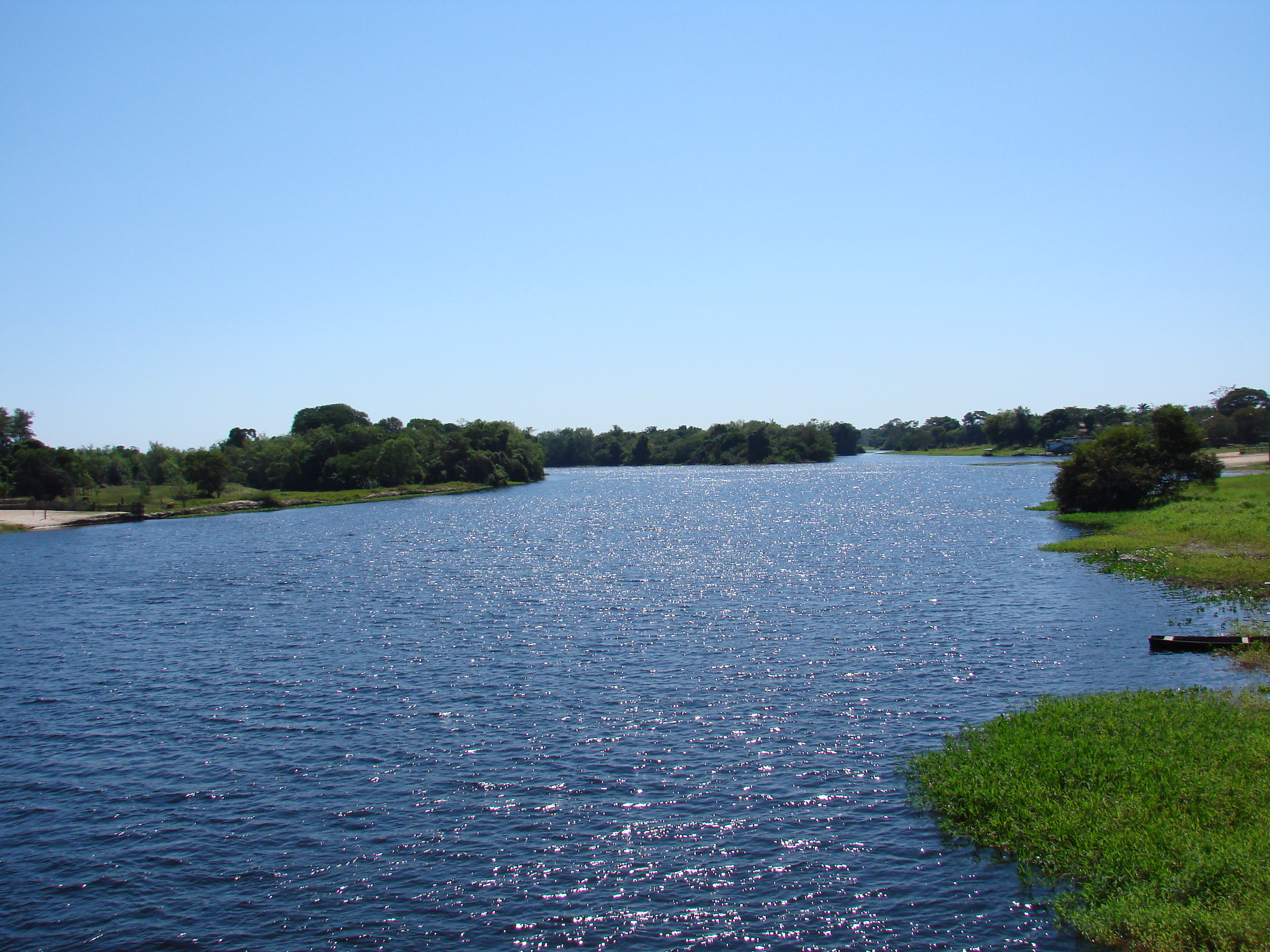
Rio Guaporé.

A Hidrografia do Mato Grosso é uma fonte inestimável de vida e riqueza para o estado e para o Brasil como um todo. Seus rios caudalosos, suas nascentes cristalinas e seus aquíferos subterrâneos são essenciais para a manutenção dos ecossistemas, a produção agrícola, a geração de energia e o abastecimento de água potável. Portanto, é crucial proteger e preservar esses recursos hídricos preciosos, garantindo um futuro sustentável para as gerações presentes e futuras.
O Mato Grosso é um verdadeiro tesouro aquático, abrigando uma das maiores reservas de água doce do mundo. Conhecido como a "caixa-d'água do Brasil", este estado impressiona pela abundância de rios, aquíferos e nascentes que o permeiam. Destaca-se sua importância como principal divisor de águas e sua contribuição para as três bacias hidrográficas mais importantes do país.

## A Riqueza Hídrica do Mato Grosso
O Mato Grosso se destaca como um dos lugares com maior volume de água doce do planeta. Seus inúmeros rios, córregos e lagos formam uma verdadeira rede hidrográfica que abastece não apenas o estado, mas também regiões vizinhas e, por extensão, todo o Brasil.
A Chapada dos Parecis, que ocupa a porção centro-norte do território mato-grossense, é o principal divisor de águas do estado. Ela desempenha um papel crucial na distribuição das águas para as três bacias hidrográficas mais importantes do Brasil: a Bacia Amazônica, a Bacia do Paraguai e a Bacia do Tocantins.

## Sub-Bacias: Unidades Geográficas Distintas
Os rios de Mato Grosso estão divididos nessas três grandes bacias hidrográficas, mas muitos deles possuem características únicas e uma ligação estreita com as regiões que atravessam. Como resultado, várias sub-bacias hidrográficas se formam, representando verdadeiras unidades geográficas distintas dentro do estado.
As principais sub-bacias do Mato Grosso incluem o Guaporé, o Aripuanã, o Juruena-Arinos, o Teles Pires e o Xingu. Cada uma dessas sub-bacias possui sua própria rede de rios e afluentes, que desempenham papéis essenciais no ecossistema local e na vida das comunidades que deles dependem.

## Lagos e reservatórios
Embora o Mato Grosso seja conhecido principalmente por seus rios, córregos e nascentes, há também alguns lagos notáveis espalhados pelo estado. Embora esses lagos possam não ser tão numerosos quanto os corpos d'água em outras regiões, eles desempenham um papel importante no ecossistema local e muitas vezes são pontos de referência para atividades recreativas e turísticas. Aqui estão alguns dos principais lagos do Mato Grosso:
1. Lago de Manso: Localizado no município de Chapada dos Guimarães, o Lago de Manso é formado pela barragem da Usina Hidrelétrica de Manso, no Rio Manso. É um destino popular para atividades náuticas, como passeios de barco, pesca esportiva e esportes aquáticos.
2. Lago do Rio Verde: Situado próximo à cidade de Lucas do Rio Verde, este lago é formado pela represa do Rio Verde e é utilizado para fins de irrigação, pesca e recreação. É um local favorito para pescadores locais e visitantes em busca de tranquilidade à beira da água.
3. Lagoa da Confusão: Embora não seja um lago natural, a Lagoa da Confusão é uma represa artificial no Rio Vermelho, na divisa entre o Mato Grosso e o Tocantins. Foi criada para controle de cheias e abastecimento de água, e hoje oferece oportunidades para pesca esportiva e turismo ecológico.
4. Lago do Caverá: Localizado no município de Primavera do Leste, o Lago do Caverá é um ponto turístico conhecido na região. Oferece uma área de lazer com praias artificiais, quadras esportivas, quiosques e uma estrutura para atividades recreativas.
5. Lagoa Azul: Situada nas proximidades da cidade de Juscimeira, a Lagoa Azul é um destino popular para turismo ecológico e de aventura. Rodeada por vegetação exuberante, oferece águas cristalinas ideais para banho e mergulho, além de trilhas para caminhadas na natureza.

Embora esses sejam alguns dos principais lagos do Mato Grosso, é importante notar que existem outros corpos d'água menores e lagos sazonais espalhados pelo estado, cada um com sua própria beleza e importância para o meio ambiente e para as comunidades locais.

## Contribuição para a Bacia Amazônica
A grande maioria dos rios mato-grossenses faz parte da Bacia Amazônica, responsável por drenar dois terços do território do estado. Esses rios, como o Rio Paraguai, o Rio Juruena, o Rio Teles Pires e o Rio Xingu, desempenham um papel fundamental no equilíbrio ecológico da região amazônica, além de serem fontes vitais de água para a fauna, a flora e as comunidades humanas locais.